# اورگلیدز سیتی (فلوریدا)
اورگلیدز سیتی (به انگلیسی: Everglades City) شهری در شهرستان کولیر ایالت فلوریدا است که در سال ۱۹۵۳ بنیان‌گذاری شده‌است. این شهر طبق سرشماری سال ۲۰۱۰ میلادی، ۴۰۰ نفر جمعیت داشته و مساحت آن نیز ۳٫۱ کیلومتر مربع است.